# Об'єднана профспілка автобудівників
Об'є́днана профспі́лка автобудівникі́в (англ. United Auto Workers — UAW) — одна з найбільших профспілок у Північній Америці.
Офіційна повна назва спілки — (англ. United Automobile, Aerospace & Agricultural Implement Workers of America International Union) — «Міжнародна об'єднана спілка працівників автомобільної, аерокосмічної промисловості та сільськогосподарського машинобудування».
Спілка має близько 640 000 активних членів і ще півмільйона пенсіонерів — колишніх працівників. UAW має філії в США, Канаді та Пуерто-Рико, де до неї належать близько 200 дрібніших місцевих профспілок. У цих країнах від імені своїх членів профспілка автобудівників уклала понад 3000 контрактів із роботодавцями та має штат близько 2000 чоловік.
UAW бере початок з першої профспілки автобудівників у місті Детройт, США. Вона заснована 1935 року, згодом об'єднала дрібніші профспілки в місті, а пізніше і в регіоні. Профспілка автобудівників прославилася непримиренною боротьбою за права робітників у першій половині 20 століття. 1937 року після багатомісячного страйку профспілка була визнана керівництвом Дженерал Моторз і від імені робітників брала участь у перемовах із компанією для поліпшення умов праці на підприємстві. У передвоєнні та повоєнні часи завдяки втручанню профспілки значно поліпшилися умови праці робітників, підвищився добробут членів спілки. Ситуація навколо працівників автомобільної промисловості почала погіршуватися у 1980-х, коли уся автоіндустрія перебувала у кризі. 1985 року канадська філія профспілки відокремилася від UAW та сформувала свою власну спілку в Канаді — Канадську спілку автобудівників (Canadian Auto Workers). Попри це, UAW залишається однією з найвпливовіших профспілок США і Північної Америки.